# Salinas Beach
Salinas Beach är en strand i Guam (USA).   Den ligger vid havsviken Agat Bay i kommunen Agat, i den sydvästra delen av Guam, 13 km sydväst om huvudstaden Hagåtña. 